# Vívás az 1992. évi nyári olimpiai játékokon
Az 1992. évi nyári olimpiai játékokon a vívás az 1960-as római olimpia óta kialakult szokás szerint nyolc versenyszámból állt. Férfi vívásban egyéni és csapatversenyt tartottak mindhárom fegyvernemben, női vívásban csak tőr egyéni és csapatverseny szerepelt a programban.

## Eseménynaptár
| Cs | Csoportkör | K | Kieséses szakasz | D | Döntő |

| Versenyszám              | július/augusztus | július/augusztus | július/augusztus | július/augusztus | július/augusztus | július/augusztus | július/augusztus | július/augusztus | július/augusztus | július/augusztus | július/augusztus | július/augusztus | július/augusztus | július/augusztus | július/augusztus | július/augusztus | július/augusztus | július/augusztus | július/augusztus | július/augusztus | július/augusztus | július/augusztus | július/augusztus | július/augusztus | július/augusztus | július/augusztus | július/augusztus |
| Versenyszám              | 30               | 30               | 30               | 31               | 31               | 31               | 1                | 1                | 1                | 2                | 2                | 2                | 3                | 3                | 3                | 4                | 4                | 4                | 5                | 5                | 5                | 6                | 6                | 6                | 7                | 7                | 7                |
| ------------------------ | ---------------- | ---------------- | ---------------- | ---------------- | ---------------- | ---------------- | ---------------- | ---------------- | ---------------- | ---------------- | ---------------- | ---------------- | ---------------- | ---------------- | ---------------- | ---------------- | ---------------- | ---------------- | ---------------- | ---------------- | ---------------- | ---------------- | ---------------- | ---------------- | ---------------- | ---------------- | ---------------- |
| 0Férfi tőr, egyéni       |                  |                  |                  | Cs               | K                | D                |                  |                  |                  |                  |                  |                  |                  |                  |                  |                  |                  |                  |                  |                  |                  |                  |                  |                  |                  |                  |                  |
| 0Férfi párbajtőr, egyéni |                  |                  |                  |                  |                  |                  | Cs               | K                | D                |                  |                  |                  |                  |                  |                  |                  |                  |                  |                  |                  |                  |                  |                  |                  |                  |                  |                  |
| 0Férfi kard, egyéni      |                  |                  |                  |                  |                  |                  |                  |                  |                  | Cs               | K                | D                |                  |                  |                  |                  |                  |                  |                  |                  |                  |                  |                  |                  |                  |                  |                  |
| 0Férfi tőr, csapat       |                  |                  |                  |                  |                  |                  |                  |                  |                  |                  |                  |                  |                  |                  |                  | Cs               | Cs               | Cs               | K                | K                | D                |                  |                  |                  |                  |                  |                  |
| 0Férfi párbajtőr, csapat |                  |                  |                  |                  |                  |                  |                  |                  |                  |                  |                  |                  |                  |                  |                  |                  |                  |                  | Cs               | Cs               | Cs               | K                | K                | D                |                  |                  |                  |
| 0Férfi kard, csapat      |                  |                  |                  |                  |                  |                  |                  |                  |                  |                  |                  |                  |                  |                  |                  |                  |                  |                  |                  |                  |                  | Cs               | Cs               | Cs               | K                | K                | D                |
| 0Női tőr, egyéni         | Cs               | K                | D                |                  |                  |                  |                  |                  |                  |                  |                  |                  |                  |                  |                  |                  |                  |                  |                  |                  |                  |                  |                  |                  |                  |                  |                  |
| 0Női tőr, csapat         |                  |                  |                  |                  |                  |                  |                  |                  |                  |                  |                  |                  | Cs               | Cs               | Cs               | K                | K                | D                |                  |                  |                  |                  |                  |                  |                  |                  |                  |

## Éremtáblázat
(Magyarország sportolói eltérő háttérszínnel, az egyes számoszlopok legmagasabb értéke vagy értékei vastagítással kiemelve.)
| Az 1992. évi nyári olimpiai játékok éremtáblázata vívásban | Az 1992. évi nyári olimpiai játékok éremtáblázata vívásban | Az 1992. évi nyári olimpiai játékok éremtáblázata vívásban | Az 1992. évi nyári olimpiai játékok éremtáblázata vívásban | Az 1992. évi nyári olimpiai játékok éremtáblázata vívásban | Olimpia  |
| ---------------------------------------------------------- | ---------------------------------------------------------- | ---------------------------------------------------------- | ---------------------------------------------------------- | ---------------------------------------------------------- | -------- |
|                                                            | Ország                                                     | Arany                                                      | Ezüst                                                      | Bronz                                                      | Összesen |
| 1.                                                         | Franciaország (FRA)                                        | 2                                                          | 0                                                          | 3                                                          | 5        |
| 2.                                                         | Olaszország (ITA)                                          | 2                                                          | 1                                                          | 0                                                          | 3        |
| 3.                                                         | Németország (GER)                                          | 2                                                          | 1                                                          | 0                                                          | 3        |
| 4.                                                         | Egyesített Csapat (EUN)                                    | 1                                                          | 2                                                          | 2                                                          | 5        |
| 5.                                                         | Magyarország (HUN)                                         | 1                                                          | 2                                                          | 0                                                          | 3        |
|                                                            |                                                            |                                                            |                                                            |                                                            |          |
| 6.                                                         | Kuba (CUB)                                                 | 0                                                          | 1                                                          | 1                                                          | 2        |
| 7.                                                         | Kína (CHN)                                                 | 0                                                          | 1                                                          | 0                                                          | 1        |
|                                                            |                                                            |                                                            |                                                            |                                                            |          |
| 8.                                                         | Lengyelország (POL)                                        | 0                                                          | 0                                                          | 1                                                          | 1        |
| 8.                                                         | Románia (ROU)                                              | 0                                                          | 0                                                          | 1                                                          | 1        |
|                                                            |                                                            |                                                            |                                                            |                                                            |          |
| Összesen                                                   | Összesen                                                   | 8                                                          | 8                                                          | 8                                                          | 24       |

## Érmesek

### Férfi
| Az 1992. évi nyári olimpiai játékok férfi érmesei vívásban | | | |
| Versenyszám                                                | Arany | Ezüst | Bronz |
| Tőr, egyéni                                                | Philippe Omnès · Franciaország (FRA)                                                                                          | Szerhij Holubickij · Egyesített Csapat (EUN)                                                              | Elvis Gregory · Kuba (CUB)                                                                                                   |
| Párbajtőr, egyéni                                          | Éric Srecki · Franciaország (FRA)                                                                                             | Pavel Kolobkov · Egyesített Csapat (EUN)                                                                  | Jean-Michel Henry · Franciaország (FRA)                                                                                      |
| Kard, egyéni                                               | Szabó Bence · Magyarország (HUN)                                                                                              | Marco Marin · Olaszország (ITA)                                                                           | Jean-François Lamour · Franciaország (FRA)                                                                                   |
| Tőr, csapat                                                | Németország (GER) · Thorsten Weidner · Udo Wagner · Ulrich Schreck · Ingo Weißenborn · Alexander Koch                         | Kuba (CUB) · Elvis Gregory · Guillermo Betancourt · Tulio Díaz · Oscar García Pérez · Hermenegildo García | Lengyelország (POL) · Marian Sypniewski · Piotr Kiełpikowski · Adam Krzesiński · Cezary Siess · Ryszard Sobczak              |
| Párbajtőr, csapat                                          | Németország (GER) · Elmar Borrmann · Robert Felisiak · Wladimir Resnitschenko · Arnd Schmitt · Uwe Proske                     | Magyarország (HUN) · Hegedűs Ferenc · Kolczonay Ernő · Kovács Iván · Kulcsár Krisztián · Totola Gábor     | Egyesített Csapat (EUN) · Pavel Kolobkov · Andrej Suvalov · Szergej Kosztarev · Szerhij Kravcsuk · Valerij Zaharevics        |
| Kard, csapat                                               | Egyesített Csapat (EUN) · Grigorij Kirijenko · Alekszandr Sirsov · Heorhij Pohoszov · Vadim Hutcajt · Sztanyiszlav Pozdnyakov | Magyarország (HUN) · Abay Péter · Bujdosó Imre · Köves Csaba · Nébald György · Szabó Bence                | Franciaország (FRA) · Jean-François Lamour · Jean-Philippe Daurelle · Franck Ducheix · Pierre Guichot · Hervé Granger-Veyron |

### Női
| Az 1992. évi nyári olimpiai játékok női érmesei vívásban | | | |
| Versenyszám                                              | Arany | Ezüst | Bronz |
| Tőr, egyéni                                              | Giovanna Trillini · Olaszország (ITA)                                                                                  | Vang Huj-feng (Wang Hui-feng) · Kína (CHN)                                                                             | Tatyjana Szadovszkaja · Egyesített Csapat (EUN)                                                                   |
| Tőr, csapat                                              | Olaszország (ITA) · Margherita Zalaffi · Giovanna Trillini · Diana Bianchedi · Francesca Bortolozzi · Dorina Vaccaroni | Németország (GER) · Anja Fichtel-Mauritz · Sabine Bau · Monika Weber-Koszto · Zita-Eva Funkenhauser · Annette Dobmeier | Románia (ROU) · Reka Lazăr-Szabo · Claudia Grigorescu · Elisabeta Guzganu-Tufan · Laura Badea · Roxana Dumitrescu |